# Siergiej Abalin
Siergiej Michajłowicz Abalin (ros. Сергей Михайлович Абалин, ur. 1901, zm. 9 sierpnia 1956) – radziecki działacz partyjny, historyk.
Od 1924 był członkiem Rosyjskiej Partii Komunistycznej (bolszewików). W 1937 ukończył Instytut Czerwonej Profesury (IKP). Od 1937 był działaczem partyjnym w Moskwie, od 1937 współpracował z Instytutem Marksa-Engelsa-Lenina przy KC WKP(b).
Od 1941 służył w Robotniczo-Chłopskiej Armii Czerwonej (RKKA), uczestniczył w działaniach frontowych jako oficer polityczny. 
Od 1944 pracował w redakcjach gazet „Partijnoje stroitielstwo” ((ros.) «Партийное строительство»), i „Prawda”. Od 1949 był głównym redaktorem gazety „Bolszewik”, a w latach 1955-1956 gazety „Partijnaja żyzń” ((ros.) «Партийная жизнь»). 
W 1956 popełnił samobójstwo .